# Географија Лихтенштајна
Кнежевина Лихтенштајн је малена континентална држава у Централној Европи, стешњена између Аустрије на истоку и Швајцарске на западу и југу, на прелазу између Западних и Источних Алпа у горњем делу тока реке Рајне. Са површином од свега 160 km², Лихтенштајн се налази на 214. месту у свету и једна је од 6 такозваних микродржава у Европи. Највећа дужина државне територије од севера ка југу је свега 24 km, а ширина од истока ка западу 12,4 km. 
Укупна дужина граница је 76 km, од чега је 41,1 km према Швајцарској (са кантоном Санкт Гален 27 km и кантоном Граубинден 14 km), а 34,9 km са Аустријом (покрајина Форарлберг).
По државном уређењу, Лихтенштајн је парламентарна, уставна монархија и почива на принципима демократије и парламентаризма. 
У рељефу Лихтенштајна издвајају се две целине, високи Алпи у источном и јужном делу државе, и питома долина Рајне на западу. Око 75% државне територије обухватају високе планине, са укупно 29 врхова који прелазе 2.000 метара надморске висине. Највиши врхови су Граушпиц (на 2.599 м који је уједно и највиши врх у земљи, на крајњем југу земље уз границу са Швајцарском), Хинтер Граушпиц (2.574 м) и Нафкопф (2.570 м). Нижи предели налазе се на западу и северу земље, уз долину реке Рајне, и обухватају око четвртину државне територије. На крајњем северу државе налази се и најнижа тачка која лежи на надморској висини од 429 метара. 
Рајна је уједно и најважнији водоток у земљи, и главни пловни пут и веза са централним делом континента. Поред Рајне једини водоток је река Земина која протиче кроз југоисточни део земље (лева притока реке Ил у Аустрији). Највеће, а уједно и једино језеро је Гампринер Зеле са површином од свега 2,6 ха. Налази се у северном делу земље код села Бендерн-Гамприн, а настало је као последица великог изливања реке Рајне 1927. Језеро лежи на надморској висини од 435 метара, а максимална дубина је до 6 метара. Језеро се водом снабдева из реке путем вештачки изграђеног цевовда. 
Планинска подручја су под утицајем оштрије алпске климе, док се равничарски предели одликују умерено-континенталним климатом. Јануарски просек температура је око -1°C, јулски 17°C, док се количина падавина креће од 800 до 2.400 мм. 
У фитогеографском смислу Андора је део циркумбореалне области холарктичког флористичког царства. Под шумама је око трећина државне територије, листопадне шуме (буква, храст) су на подручјима између 550 и 1.300 метара надморске висине, а четинари (смрча) између 1.300 и 1.800 метара нм. Под пашњацима и ливадама је око 16% територије, обрадива је око четвртина територије. 
Највеће еколошке проблеме на територији Лихтенштајна изазивају клизишта и лавине, док опасност од снажнијих земљотреса не постоји. Изградњом канала дуж обале Рајне избегнута је опасност од поплава у нижим деловима.
| Екстремне тачке Лихтенштајна |                                                      |                                                                 |  |  |  |
|                              |                                                      |                                                                 |  |  |  |
| Екстремни север              | 47° 16′ 15″ N 9° 31′ 51″ E / 47.27083° С; 9.53083° И | десна обала реке Рајне, на тромеђи према Аустрији и Швајцарској |  |  |  |
| Екстремни југ                | 47° 2′ 55″ N 9° 33′ 26″ E / 47.04861° С; 9.55722° И  | врх Мазоракопх, на граници са Швајцарском                       |  |  |  |
| Екстремни исток              | 47° 2′ 55″ N 9° 33′ 26″ E / 47.04861° С; 9.55722° И  | гранични камен 28                                               |  |  |  |
| Екстремни запад              | 47° 3′ 46″ N 9° 28′ 18″ E / 47.06278° С; 9.47167° И  | десна обала Рајне, на крајњем југозападу земље код села Балцерс |  |  |  |

Главни град је Вадуц, док је највеће насеље Шан са 5.800 становника.